# Century City/Constellation (Metro de Los Ángeles)
Century City/Constellation es una estación en la línea D del Metro de Los Ángeles bajo construcción por la Autoridad de Transporte Metropolitano del Condado de Los Ángeles. Se encuentra localizada en los distrito de Century City en Los Ángeles, California, entre Santa Monica Boulevard y Constellation Avenue.
La línea esta bajo construcción de fase 2 de la extensión purpura por Los Ángeles. Esta por completar en 2026. Esta estación servirá el área financiara de Century City, las torres Century Plaza Towers, Crystal Cruises y Fox Plaza. Esta a menos de un kilómetro de Westfield Mall y los estudios 20th Century Studios.

## Servicios
Metro services
- Metro Rapid: 710, 720,